# Soundtrack 2 My Life
A Soundtrack 2 My Life Kid Cudi amerikai rapper dala, amely Man on the Moon: The End of Day (2009) című lemezén jelent meg. A dalszöveget Cudi írta, míg a zenét Emile Haynie amerikai producer. A dal videóklipjét Jason Goldwatch rendezte és 2010-ben jelent meg.

## Háttér
2009. február 19-én Cudi pályafutása során először fellépet országos tévéadásban, a BET 106 & Park műsorjában, Kanye West mellett, hogy bemutassák a Day ’n’ Nite videóklipjét. A fellépés közben Cudi előadott egy a cappella versszakot, amely később a Soundtrack 2 My Life első versszaka lett.
Egy 2009-es interjúban a rapper elmagyarázta a dal első sorait: „Azt a dalt egy érdektelen nézőpontból írtam, – akartam, hogy ez az érdektelenség, tudatlanság legyen a teljes dal alapja. És ezzel azt akarom mutatni, hogy mit gondol valaki, mikor azt hiszi, hogy sarokba van szorítva. Igazából csak meg akartam fordítani Jay sorát és a saját hasznomra használni. Működött – így tudtam a legjobban elmagyarázni a szituációt.”

## Dalszöveg
A Soundtrack 2 My Life Cudi álomvilágának vibráló megnyitója. A dalban anyjáról, apja haláláról, és az őt elnyelő depresszióról rappel. Előzményként szerepel az albumon az azt követő dalok témáinak: fájdalom, veszteség, a jelentéktelenség érzése és határtalan mennyiségű önelemzés. A dal szövege több zenei és kulturális utalást is tartalmaz, mint a 99 Problems című dal, Jay-Z amerikai rapper, mentora Kanye West, a Charles in Charge egy 1980-as években vetített sitcom, a The Dark Side of the Moon című Pink Floyd-album és a Hatodik érzék című film.

## Slágerlisták
| Slágerlista (2009)                                  | Legmagasabb pozíció |
| --------------------------------------------------- | ------------------- |
| US Bubbling Under Hot 100 kislemezlista (Billboard) | 5                   |

## Minősítések
| Régió                   | Minősítés       | Példányszám |
| ----------------------- | --------------- | ----------- |
| Egyesült Államok (RIAA) | 2× Platinalemez | 2 000 000   |